# نیکولا پلو
نیکولا پلو (به انگلیسی: Nicola Pellow) یک ریاضیدان انگلیسی و دانشمند حوزه فناوری اطلاعات است که یکی از نوزده عضو پروژه‌ای تحت عنوان دبلیودبلیودبلیو (WWW)در سرن، سوئیس بود که با تیم برنرز لی کار می‌کرد. او در نوامبر ۱۹۹۰ به این پروژه پیوست، در حالی که یک دانشجوی کارشناسی ریاضی در یک دوره کاراموزی در پلی تکنیک لستر (دانشگاه دی مونتفورت کنونی) ثبت نام کرد. نیکولا پلو به یاد می‌آورد که تجربه کمی با زبان‌های برنامه‌نویسی داشته‌است، «... جدا از استفاده از کمی پاسکال و فرترن به عنوان بخشی از دوره تحصیلی ام.»
او سرن را در پایان اوت ۱۹۹۱ ترک کرد اما پس از فارغ‌التحصیلی در سال ۱۹۹۲ بازگشت تا با رابرت کالیو در پروژه، اولین مرورگر وب برای سیستم‌عامل مک کلاسیک کار کند.